# Batalha de Boju
A Batalha de Boju, ocorreu na Antiga China por volta de 506 a.C, foi um confronto decisivo da guerra entre os reinos de Wu e Chu, na qual o exército Wu derrotou o exército Chu, mesmo em enorme desvantagem numérica. Essa batalha é mais famosa pela suposta atuação do lendário general Sun Tzu, a serviço do rei Helu de Wu..
Apesar da vitória surpreendente, que levou à captura da capital de Chu, o rei de Wu não foi capaz de subjugar completamente o seu inimigo, que reuniu um novo exército e retomou seu território original no ano seguinte.

## Início da Guerra Wu-Chu
Wu era inicialmente um dos muitos vassalos de Chu, que pagavam tributos em troca de proteção. Mas o fortalecimento econômico do Estado de Wu, somado à decadência da Casa Dinástica dos Zhou, levou-o à uma rebelião que terminou com sua independência completa, em algum momento do século VI a.C.. Desde então, os dois reinos passaram a se envolver em constantes disputas territoriais, gerando grande tensão na fronteira. O rei Helu ascendeu ao trono de Wu em 515 a.C., em um período de grande instabilidade, pois os vastos exércitos de Chu estavam em constante movimento perto da fronteira, e tudo indicava que estavam prestes a invadir. Desesperado, ele buscou generais capacitados para treinar seu exército, recebendo ajuda de Wu Zixu, e segundo algumas fontes, do próprio Sun Tzu.
Diante da eficiência e dos conselhos ousados de seus generais, Helu decidiu não esperar por uma eventual invasão ao seu território. Juntamente com Wu Zixu e Sun Tzu, além de seu irmão Fugai, Helu invadiu Chu com um exército de aproximadamente 33.000 soldados.

## Guerra Indireta
O rei Zhao de Chu respondeu ao ataque mobilizando um exército de mais de 200.000 soldados, liderados por seu primeiro-ministro Nang Wa, e pelo nobre Shen Yin Shu. Sun Tzu, que fora encarregado de comandar o exército Wu durante a campanha, começou a atacar vilas desprotegidas e postos de fronteira de Chu, saqueando suas armas e suprimentos e aprisionando simpatizantes do inimigo. Como seu exército era muito menor, não ousou arriscar tudo em uma batalha, preferindo aproveitar sua grande mobilidade para manter-se longe de Nang Wa, mas constantemente atacando áreas povoadas para conseguir reféns e mantimentos. Após alguns meses de perseguição sem sucesso, Nang Wa foi informado de que alguns dos vassalos de Chu haviam aproveitado a situação para rebelar-se e prestar serviços às forças de Wu. Diante dessa situação, ele viu a oportunidade de atrair Sun Tzu para um combate, sitiando a capital dos rebeldes no Estado de Cai. Porém, Sun Tzu apenas avançou pela retaguarda do exército Chu, aproximando-se o suficiente para ser visto, mas mantendo uma distância segura. Nang Wa imediatamente abandonou o cerco e avançou para o pequeno exército Wu, que se encontrava quase indefeso atrás dele.

## A Batalha
Sun Tzu deixou cerca de 10.000 soldados para dar combate às forças de Chu, e avançou com o restante de seu exército na direção de Ying, a capital de Chu. Temendo que outro general recebesse todo o crédito por derrotar o inimigo, Nang Wa desviou-se da força de resistência e correu para alcançar Sun Tzu, sendo esse um erro enorme. A força principal de Wu, que havia seguido para Ying, parou no meio do caminho e preparou uma emboscada. Ao chegar no local, Nang Wa foi surpreendido pelos mais de 20.000 soldados de Wu que emergiram de seus esconderijos atrás de elevações e dentro de bosques, e correram para a luta bloqueando toda a vanguarda do exército Chu. Os outros 10.000 soldados deixados para trás apareceram para a batalha logo em seguida, atingindo a retaguarda. O choque psicológico contribuiu para o triunfo de Wu.

## Desfecho
Poucos do exército Chu sobreviveram à batalha, e ainda menos fugiram à captura. Nang Wa escapou, e o exército de Helu capturou e destruiu a capital, Ying. Diz-se que Sun Tzu reprovou o comportamento de Helu após a tomada da cidade, e que os dois tiveram um desentendimento, que levou ao afastamento de Sun Tzu, deixando Helu para terminar com o inimigo sozinho. Shen Baoxu, um oficial de Chu, foi até o Estado de Qin pedir ajuda. Inicialmente, o rei de Qin recusou, mas depois de uma prolongada insistência, enviou carruagens de guerra para apoiar a resistência Chu. Helu foi derrotado pela resistência no ano seguinte, e o território de Wu voltou ao seu tamanho original. Cerca de três décadas após a guerra, Wu foi totalmente conquistada por seu vizinho, o Reino de Yue.